# NGC 5899
NGC 5899 ist eine 11,8 mag helle balkenspiralförmige Seyfertgalaxie (Typ 2) vom Hubble-Typ SBc im Sternbild Bärenhüter und etwa 120 Millionen Lichtjahre von der Milchstraße entfernt. 
Sie wurde am 18. März 1787 vom deutsch-britischen Astronomen Wilhelm Herschel mit einem 18,7-Zoll-Spiegelteleskop entdeckt, der sie dabei mit „pB, E, BNM and faint branch 2′ long, 0.25′ broad“ beschrieb.